# Klearchos z Rhegium
Klearchos (VI wiek p.n.e.) – grecki rzeźbiarz pochodzący z Rhegium. Był twórcą najstarszego zachowanego posągu Zeusa Hypatosa w Sparcie wykonanego w brązie, co odnotowuje Pauzaniasz.